# 시저 로메로
시저 줄리오 로메로 주니어(영어: Cesar Julio Romero Jr., 1907년 2월 15일 ~ 1994년 1월 1일)는 미국의 배우, 가수이다. 비록 반세기 전의 배우이긴 하나 우리에게는 60년대 《배트맨》 시트콤 시리즈의 조커 역으로 이름만이 알려져 있다. 쿠바계 이민자 가정에서 태어나 30~40년대 텔레비전 드라마와 영화에서 주로 라틴 신사 이미지의 배역으로 등장했다.

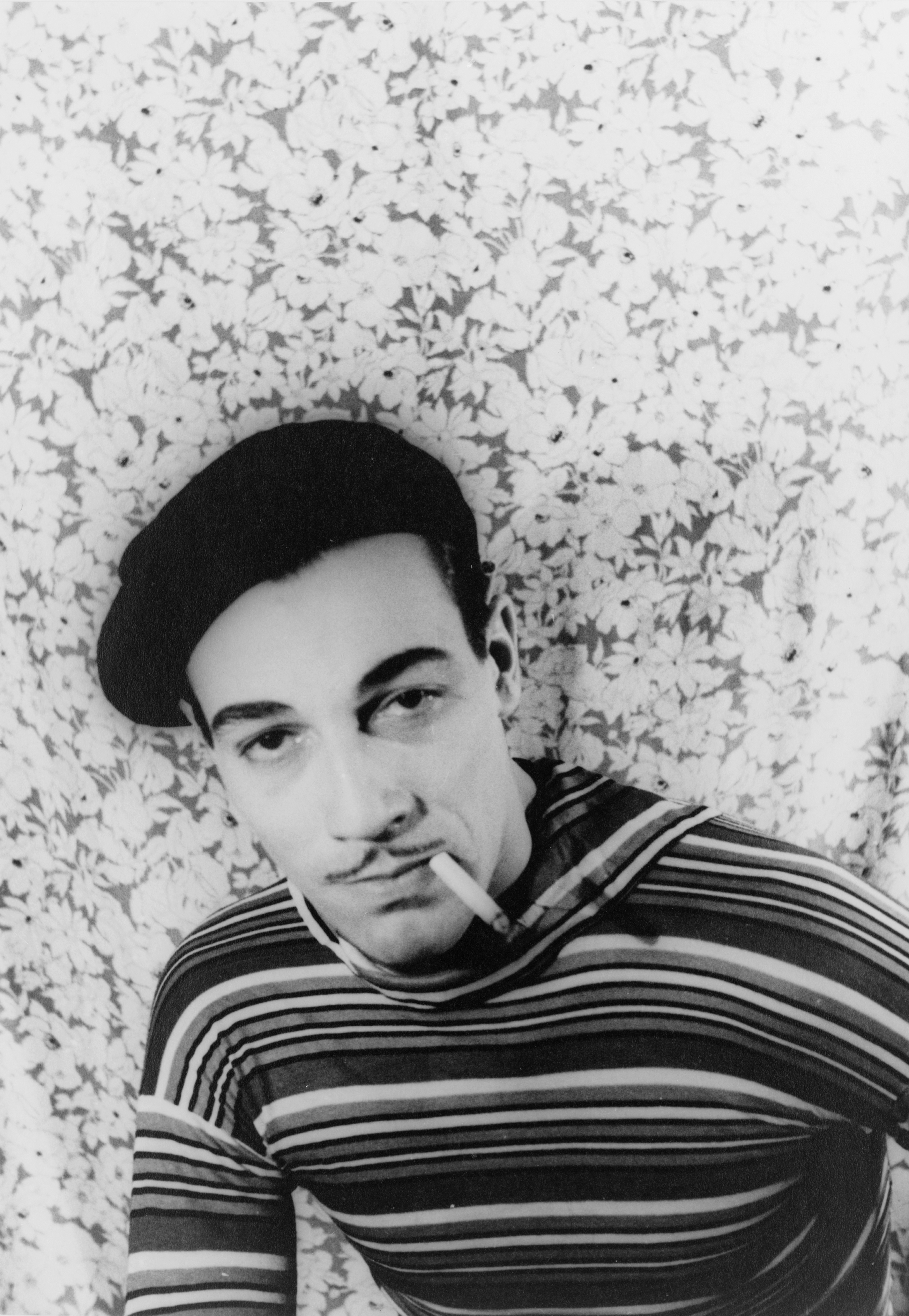
1934년, 칼 반 베흐텐이 촬영한 시저 로메로

## 사망
1994년 1월 1일, 로메로는 샌타모니카의 세인트 존스 헬스 센터에서 기관지염과 폐렴 치료를 받다가 혈전 합병증으로 사망하였으며 당시 나이는 86세였다.

## 출연

### 영화
- 80일간의 세계 일주: 압둘라의 심복 역
- 오션스 11 (1960): 듀크 산토스 역
- 페페 (1960): 주인공 역
- 배트맨 (1966): 조커 역

### 텔레비전
- 첩보원 0011
- 보난자
- 배트맨
- 아내는 요술쟁이
- 미녀 삼총사
- 부부 탐정
- 제시카의 추리극장
- 더 골든 걸스
- 제시카의 추리극장